# 3 Ninjas Kick Back
3 Ninjas Kick Back è un videogioco sviluppato per le console casalinghe Super NES, Sega Mega Drive e Sega CD. Fu sviluppato dalla Malibu Interactive e pubblicato dalla Sony Imagesoft, infine distribuito nel 1994.
Il film è ispirato al film I nuovi mini ninja.

## Trama
3 Ninjas Kick Back segue le avventure di tre fratelli ninja: Rocky, Colt e Tum-Tum. Essi hanno assistito al tentativo di recupero di una daga bizantineggiante da parte di un anziano samurai. La daga, una volta consegnata al Samurai come encomio, verrà conferita alle generazioni più giovani quando questa verrà consegnata al vero possidente.
I ragazzini imparano  ninjitsu ed karate per combattere le molto più esperte, potenti e possenti forze del male.

## Modalità di gioco
Viene presentato uno schermo di selezione dei personaggi dove si può scegliere uno dei tre fratelli per iniziare l'avventura in questa avventura a scorrimento molto ordinaria, salvo le differenze tra i tre protagonisti - Rocky utilizza un bō, Colt usa una katana e maneggia una coppia di sai. I nemici sono tutti nemici ribelli al servizio di Koga, cani e pipistrelli addestrati e non mancano trappole letali. Il menu di selezione dei personaggi è ispirato al poster pubblicitario per il film.
Ci sono svariati livelli lungo il gioco, ognuno suddiviso in zone minori e avanzando si raggiunge la sezione finale, dove il boss di fine livello dovrà essere sconfitto. Una volta portati a termine tutti i livelli e sconfitto Koga, la daga rubata verrà riconsegnata al maestro e i tre allievi vivranno assieme a lui, per perfezionare le arti marziali.

## Sviluppo
Distribuito su tre diverse console casalinghe - Sega CD, Sega Mega Drive e Super Nintendo Entertainment System - il gioco è stato, per ognuna di esse, pesantemente modificato per rientrare nei requisiti di sistema. Principalmente, la grafica ridisegnata o compressa e la musica ricampionata sono le modifiche più evidenti.

## Accoglienza
Tommy Glide di GamePro recensì la versione uscita per SNES e definì il gioco un'"avventura platform sotto la media", citando la grafica dei personaggi di ultima generazione e i controlli a volte problematici, anche se ha elogiato gli effetti sonori, il gameplay cooperativo a due giocatori e ha affermato che "Ai fan del film potrebbe piacere".